# 매니악 (1980년 영화)
《매니악》(영어: Maniac)은 1981년 공개된 미국의 심리 슬래셔 영화이다.
2012년 일라이자 우드가 주연한 동명 리메이크 영화가 개봉하였다.

## 줄거리
어린 시절 매춘부 어머니로부터 학대받은 상처를 지닌 이탈리아계 미국인 지주 프랭크 지토는 젊은 여성들을 살해하고 머리 가죽을 벗겨내어 마네킹에 붙이는 연쇄 살인마이다. 프랭크가 악몽에서 깨어나 옷을 갈아입는 과정에서 흉터투성이인 상반신이 드러난다. 곧 맨해튼 타임스 스퀘어로 향한 프랭크는 우연히 만난 매춘부를 살해하고 머리 가죽을 벗겨 마네킹 컬렉션에 추가한다. 그는 아름다움은 죽음으로 처벌받아야 할 죄라고 혼잣말한다.
이후에도 그는 브루클린과 퀸스 일대를 돌아다니다가 디스코텍에서 나온 커플을 총으로 살해하고 여성의 머리 가죽을 벗겨낸다. 텔레비전에서 자신의 범행이 보도되는 것을 본 프랭크는 마네킹들과 대화하며 흐느끼다가 잠이 든다.
다음 날 프랭크는 센트럴 파크에서 사진작가 애나를 발견하고 따라다닌다. 밤에는 지하철 역에서 한 간호사를 총검으로 살해하여 마네킹 컬렉션에 추가한다. 며칠 뒤 애나의 집 밖을 기웃거리던 프랭크는 집 안으로 초대를 받고 그녀와 데이트를 하게 되지만, 애나가 사진 모델 리타와 친밀하게 지내는 것을 보고 질투심을 느낀다. 프랭크는 밤에 리타를 찾아가고, 그녀를 공격해 침대에 묶고 살해한 후 머리 가죽을 벗겨낸다.
프랭크는 애나와 데이트 중 함께 어머니 묘지를 방문하고, 어머니와 자신이 살해한 여성들을 애도하다가 애나를 공격한다. 애나는 삽으로 그를 때리고 도망치고, 프랭크는 썩어가는 어머니에게 공격을 받는 환각을 겪는다. 프랭크는 황급히 아파트로 돌아오지만 마네킹들이 살아나 그를 공격하고, 결국 프랭크는 그들에게 살해된다.
다음 날 아침 경찰이 아파트에 들어왔을 때 프랭크는 자살한 듯 보이지만 경찰이 떠나자 그의 눈이 다시 떠진다.

## 출연
- 조 스피넬 - 프랭크 지토 역
- 캐럴라인 먼로 - 애나 디앤토니 역
- 게일 로런스 - 리타 역
- 켈리 파이퍼 - 간호사 역
- 리타 먼톤 - 매춘부 역
- 톰 서비니 - 디스코텍의 남성 역
- 하일라 매로 - 디스코텍의 여성 역
- 제임스 브루스터 - 해변의 남성 역
- 린다 리 월터 - 해변의 여성 역
- 샤론 미첼 - 간호사 2 역
- 프랭크 페시 - 방송 기자 역
- 윌리엄 러스티그 - 호텔 지배인 역
- 캐럴 헨리